# 高見松太郎

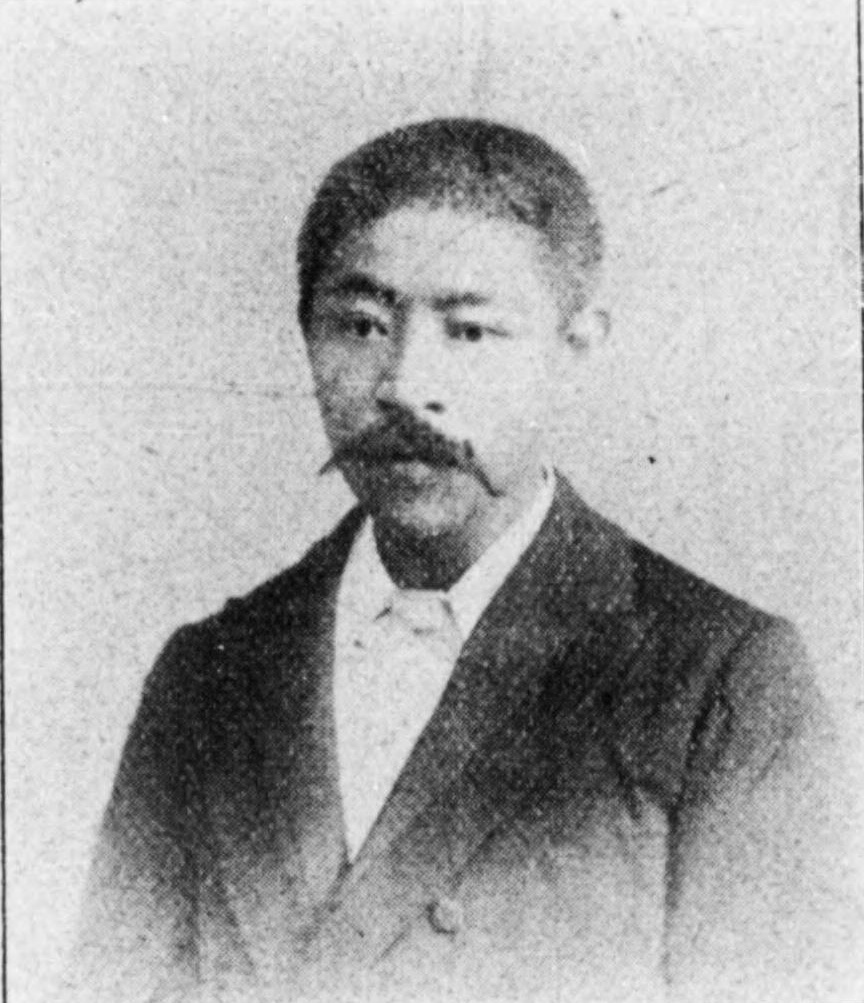
高見松太郎

高見 松太郎（たかみ まつたろう、1866年1月23日（慶応元年12月7日） - 1930年（昭和5年）1月5日）は、日本の政治家、衆議院議員（1期）。

## 経歴
長崎県出身。1910年、法政大学卒。長崎県会議員、長崎市会議員、同議長代理、所得税調査委員、長崎港湾改良調査会幹事、私立長崎盲啞学校(現・長崎県立盲学校)理事、長崎慈善学会幹事、日本海員掖済会地方委員、長崎麦粉会社、九州生命保険(株)各取締役、長崎米穀株式取引所、長崎勧業信託(株)各監査役、長崎電気瓦斯、長崎ラジウム鉱泉(株)各取締役となる。
1902年の第7回衆議院議員総選挙において長崎市選挙区から無所属で立候補して当選した。衆議院議員を1期務め、1903年の第8回衆議院議員総選挙は不出馬。1930年に死去した。